# Таганцев, Николай Степанович
Никола́й Степа́нович Тага́нцев (19 февраля [3 марта] 1843, Пенза — 22 марта 1923, Петроград) — русский юрист, криминолог и государственный деятель.

## Биография
Сын купца, родился 19 февраля (3 марта) 1843 года в Пензе. Его сестра Любовь Степановна Таганцева, была основательницей и директрисой частной гимназии её имени.

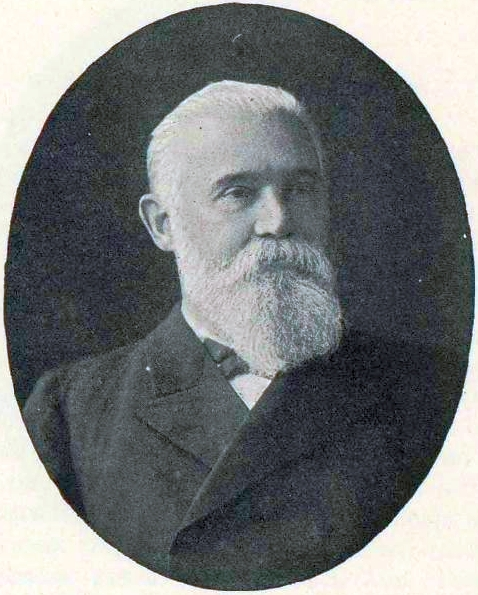
Н. С. Таганцев, 1906

В 1859 году окончил Пензенскую мужскую гимназию с серебряной медалью, а в 1862 году — юридический факультет Петербургского университета. Был оставлен на кафедре уголовного права. С 1867 по 1882 год преподавал в Петербургском университете, Императорском училище правоведения и Александровском лицее. В 1867 году защитил магистерскую диссертацию «О повторении преступлений», стал постоянным сотрудником «Журнала Министерства юстиции» и «Судебного Вестника». С 1867 года читал лекции по уголовному праву в Императорском училище правоведения, с 1868 года — в Санкт-Петербургском университете. В 1868 году назначен экстраординарным профессором Санкт-Петербургского университета и Александровского лицея по кафедре уголовного права и энциклопедии права. В 1870 году, после защиты диссертации на тему: «О преступлениях против жизни по русскому праву», получил степень доктора уголовного права. В 1873—1878 годах — редактор «Журнала Гражданского и Уголовного Права».
В 1870-х годах участвовал в комиссии о тюремном преобразовании. В 1881 году назначен членом консультации при министерстве юстиции и членом комиссии для составления проекта нового уголовного уложения. В 1882 году Таганцев оставил чтение лекций в Санкт-Петербургском университете и лицее, сохранив кафедру только в училище правоведения. В 1890 году назначен председателем комиссии для составления предварительных предположений о пересмотре проекта Финляндского уголовного законодательства, в 1894 г. — членом комиссии для пересмотра нашего судебного законодательства и председателем отдела по пересмотру устава уголовного судопроизводства.
С 1887 года Таганцев состоял сенатором кассационного департамента Сената, а с 1897 г. — первоприсутствующим в этом департаменте. Потомственный дворянин с 1876.
В самом начале XX века Николай Степанович Таганцев возглавил совет «Общества по содействию нравственному, умственному и физическому развитию молодых людей „Маяк“».
1 января 1903 года Таганцев получил чин действительного тайного советника. 13 мая того же года назначен членом Комиссии по разработке нового Уголовного уложения при Министерстве юстиции.

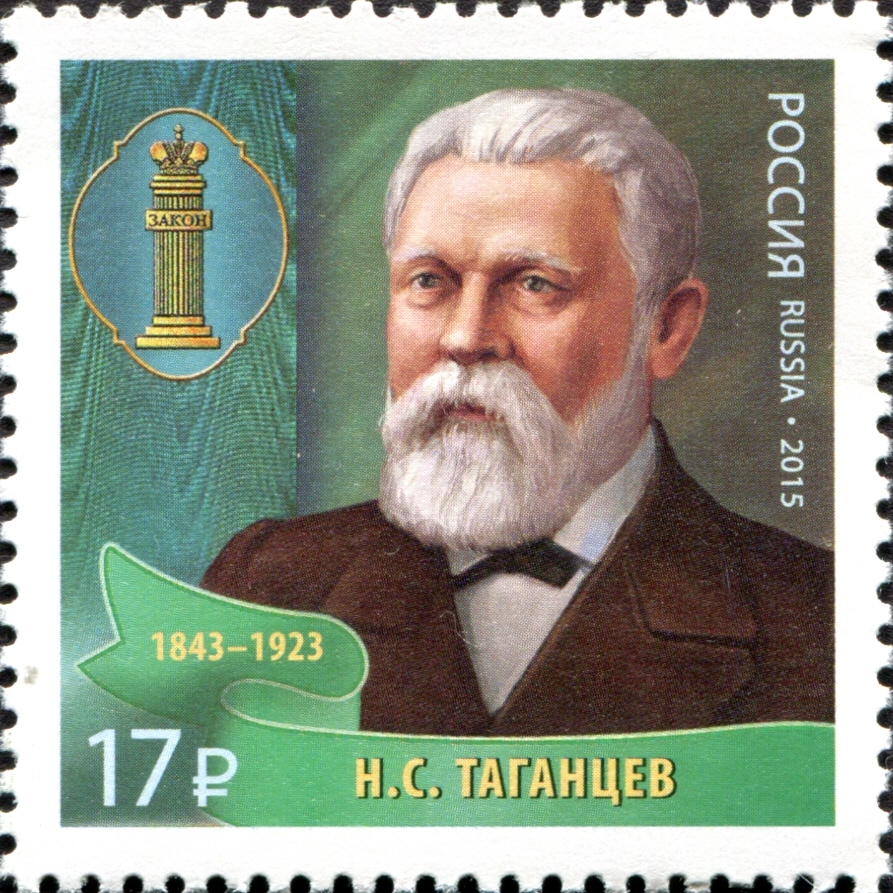
Почтовая марка России (2015)

С 1906 года — член Государственного совета.
В 1915—1917 гг. — почётный председатель Русской группы криминалистов.
Придерживался либеральных взглядов: выступал защитником на политическом «процессе 193-х» в 1877—1878 годах, по которому проходило более 40 пензенских народников, последовательно выступал за отмену смертной казни.
Принимал экзамен у Владимира Ульянова (Ленина) в Петербургском университете. Позднее хлопотал перед ним за оставление в живых своего сына Владимира, обвинённого в попытке вооружённого свержения власти большевиков (Дело Петроградской боевой организации В. Н. Таганцева). Ленин после прочтения письма, 17 июня 1921 г. поручил Л. А. Фотиевой переслать копии Ф. Э. Дзержинскому и другим, запросить о возможности смягчения участи для В. Н. Таганцева и возвращения вещей Н. С. Таганцеву. Вещи были возвращены, на вопрос о смягчении участи арестованного Таганцева Ф. Э. Дзержинский и П. А. Красиков ответили отказом.
Скончался 22 марта 1923 года в интернате для престарелых. Похоронен на Митрофаниевском кладбище, впоследствии ликвидированном, ввиду чего могила учёного до наших дней не сохранилась.

### Прижизненные издания
- Ряд статей в «Журнале Министерства юстиции», «Юридической летописи», «Судебном Вестнике»:
  - О повторении преступления // Журнал министерства юстиции. — 1866. — № 30. — С. 393.
  - Высочайший манифест 1/13 декабря 1890 г. и финляндское уголовное уложение // Юридическая летопись. — 1891. — № 2. — С. 97—146.
  - «О новейшей литературе в Германии по вопросу о суде присяжных»,
  - разбор сочинений Бонневилля по уголовному праву,
  - «О жизни и сочинениях Миттермайера»,
  - О вознаграждении за вред и убытки, причиненные преступлением и о гражданском истце в уголовном процессе // Журнал Министерства Юстиции. — СПб., 1866. — № 9 (Сентябрь). — С. 409—442.
  - «О гражданском истце» и др.
- Магистерская диссертация «О повторении преступлений» (Санкт-Петербург, 1867)
- Докторская диссертация «О преступлениях против жизни по русскому праву» (Санкт-Петербург, 1870; 2-е изд., 1873)
- Исследования об ответственности малолетних преступников по русскому праву и Проект законоположений об этом вопросе: монография. — Санкт-Петербург: Тип. А. М. Котомина, 1871. — 146 с. Отсканированная книга в Гугл Букс
- Исследования об ответственности малолетних преступников по русскому праву и проект законоположений об этом вопросе. — СПб.: Печатано в Тип. А. М. Котомина, 1872. — 150 с.
- Курс русского уголовного права. Часть общая: курс лекций. Кн. 1. Учение о преступлении. — Санкт-Петербург: Тип. М. М. Стасюлевича, 1874. — 284, VIII с. Отсканированная книга 1-я, отделение 3-е в Гугл Букс
- Лекции по русскому уголовному праву. Часть общая (вып. I—IV, Санкт-Петербург, 1887—1892; то же, Санкт-Петербург, 1895)[9].
- Великое княжество Финляндия / Н. С. Таганцев. — СПб.: Гос. тип., 1910. — 14 с. — Выдержка из лекций по рус. уголовн. праву; Т. 1, изд. 2-е, 1902 г.
- Смертная казнь: сборник статей. — СПб.: Государственная Типография, 1913. — 177 с.
- Пережитое. Учреждение Государственной Думы в 1905—1906 гг. — Петроград: 18-я гос. тип-я, 1919. — 224 с.

### Переиздания
- Исследования об ответственности малолетних преступников по русскому праву и проект законоположений об этом вопросе / Н. С. Таганцев. — Изд. 2-е. — Москва: URSS; Москва: ЛЕНАНД, cop. [2015]. — 151 с. — (Академия фундаментальных исследований: АФИ. История права; № 30). Репр. изд.
- Русское уголовное право. Лекции. Часть общая: В 2 тт. — М.: Наука, 1994. — 773 с. — ISBN 5-02-012940-2; ISBN 5-02-012941-0.
- Русское уголовное право. Часть общая: в 2 тт. — Тула: Автограф, 2001. — 1488 с. — ISBN 5-89201-024-4.
- Таганцев Н. С. Уголовное право (Общая часть). Часть 2. 1902.

## Семья
Был женат дважды: на Зинаиде Александровне Кадьян (1850—1882), а после её смерти — на её младшей сестре Евгении Александровне Кадьян (1852—1921).
Дети от первого брака: Надежда (в браке — Миштовт; 1871—1942, умерла в блокадном Ленинграде), Николай (1873—1946).
Дети от второго брака: Зинаида (1884—1946, с 1917 года — в эмиграции), Владимир (1889—1921, расстрелян ВЧК).
Внуки: Миштовт Александр Георгиевич (1918—1939), Таганцев Андрей Николаевич (1914—?), Таганцев Кирилл Владимирович (1916—2000/2001), Таганцева Агния Владимировна (в замужестве — Сыромятникова, 1919—1997).